# Nhà hát Hồ Gươm
Nhà hát Hồ Gươm hay Hồ Gươm Opera là một nhà hát opera tại thành phố Hà Nội, Việt Nam. Có địa chỉ tại số 40 phố Hàng Bài, quận Hoàn Kiếm, nhà hát được Bộ Công an xây dựng từ năm 2021 đến năm 2023 trên phần đất trước đây là Trại Bảo an binh và sau đó là các cơ quan của Bộ Công an.

## Lịch sử
Nhà hát Hồ Gươm bắt đầu được xây dựng trên nền đất trước đây là Trại Bảo an binh (Garde indigène) của Thực dân Pháp. Phần đất này sau đó được Bộ Công an sử dụng làm trụ sở một số cơ quan trước khi chuyển đổi sang mục đích văn hóa. Cổng Trại Bảo an binh hiện tại vẫn được giữ nguyên trạng bên cạnh Nhà hát Hồ Gươm như một di tích lịch sử. Khởi công xây dựng tháng 10 năm 2021 bằng nguồn vốn đầu tư từ Bộ Công an, Ủy ban Nhân dân thành phố Hà Nội và được hoàn thành chỉ trong 22 tháng, Nhà hát Hồ Gươm được khánh thành tháng 7 năm 2023 trong buổi lễ với sự có mặt của Thủ tướng Phạm Minh Chính, Bộ trưởng Công an Tô Lâm, và Bí thư Thành ủy Hà Nội Đinh Tiến Dũng. Sau khi đi vào sử dụng, Nhà hát Hồ Gươm trực thuộc quyền quản lý của Bộ Công an thông qua Cục Công tác Đảng và Công tác chính trị và đã là nơi tổ chức nhiều sự kiện lớn của Hà Nội như lễ trao giải VinFuture 2023.
Cuối năm 2023, Nhà hát Hồ Gươm đã được kênh truyền thông 10best của World Travel Awards (WTA) bình chọn là một trong những nhà hát opera có trải nghiệm tốt nhất thế giới (best experience).

## Kiến trúc
Văn phòng kiến trúc sư Hồ Thiệu Trị là tác giả thiết kế theo phong cách tân cổ điển của Nhà hát Hồ Gươm. Tòa nhà chính của Nhà hát Hồ Gươm gồm có 6 tầng nổi, 3 tầng hầm với 2 khán phòng với sức chứa lần lượt là 800 và 500 chỗ ngồi, cùng một số khu vực trưng bày, triển lãm, và phụ trợ khác. Mặt tiền giáp phố Hàng Bài của Nhà hát được thiết kế dạng không gian mở với hệ thống mặt kính, mái vòm, và trụ đỡ là 52 cột đá nguyên khối cao 18 mét được nhập khẩu từ Tây Ban Nha. Lấy ý tưởng bầu trời đêm đầy sao, sảnh chính nhà hát được trang trí với hệ thống 3000 bóng đèn LED thả xuống từ trần nhà. Bên ngoài và bên trong Nhà hát được trang trí bằng nhiều hoa văn truyền thống của văn hóa Việt Nam như hoa văn mặt Trống đồng Đông Sơn, hình nhạc cụ dân tộc, minh họa truyền thuyết Lê Lợi trả gươm Rùa thần, và một bức phù điêu lớn có tên Huyền thoại Hồ Gươm.
Khán phòng lớn của Nhà hát có thiết kế được lấy cảm hứng từ hình ảnh bông lúa và có hệ thống âm thanh của Meyer Sound Laboratories - công ty chuyên cung cấp hệ thống âm thanh cho các nhà hát trên thế giới.

## Hình ảnh

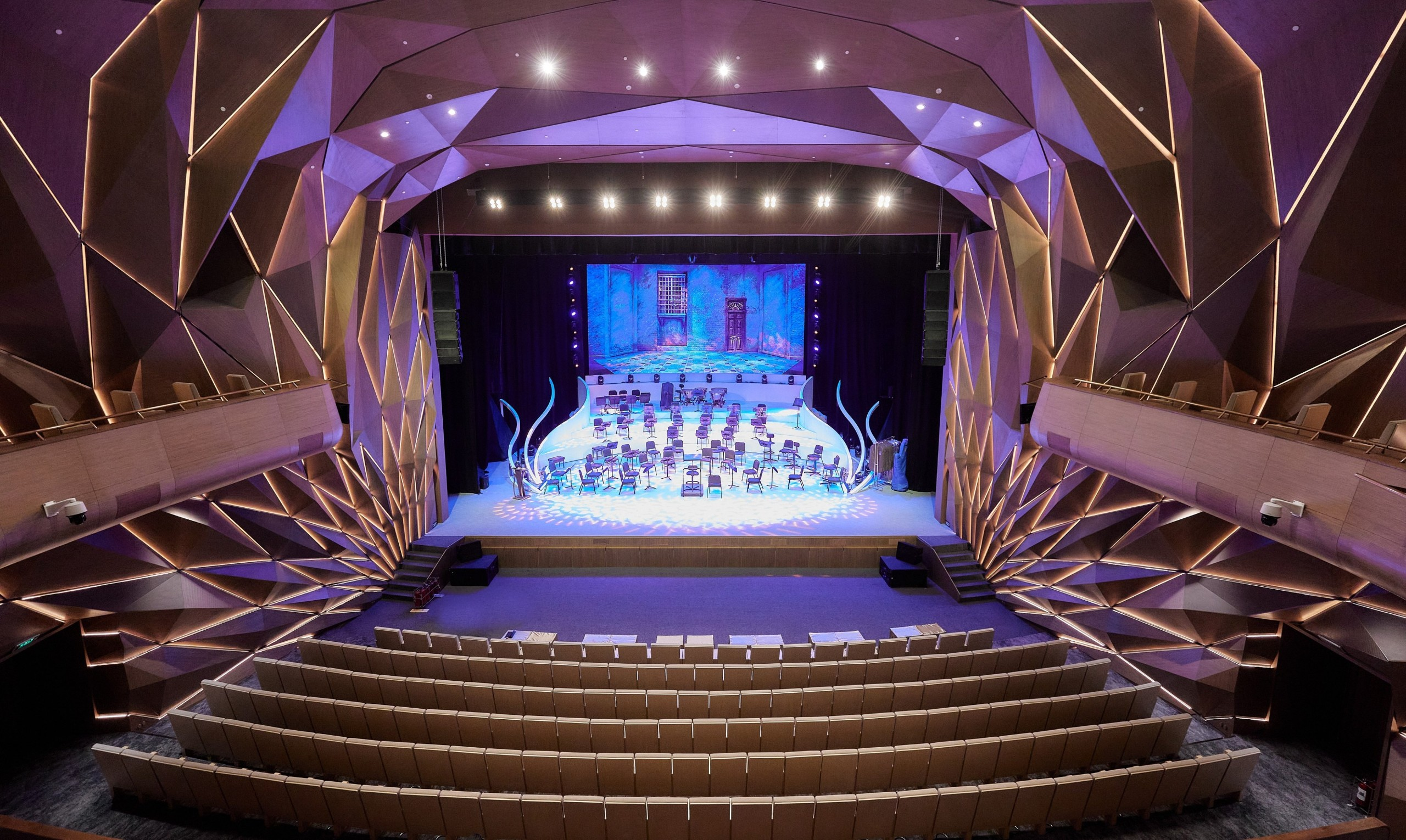
Khán phòng lớn của Nhà hát Hồ Gươm
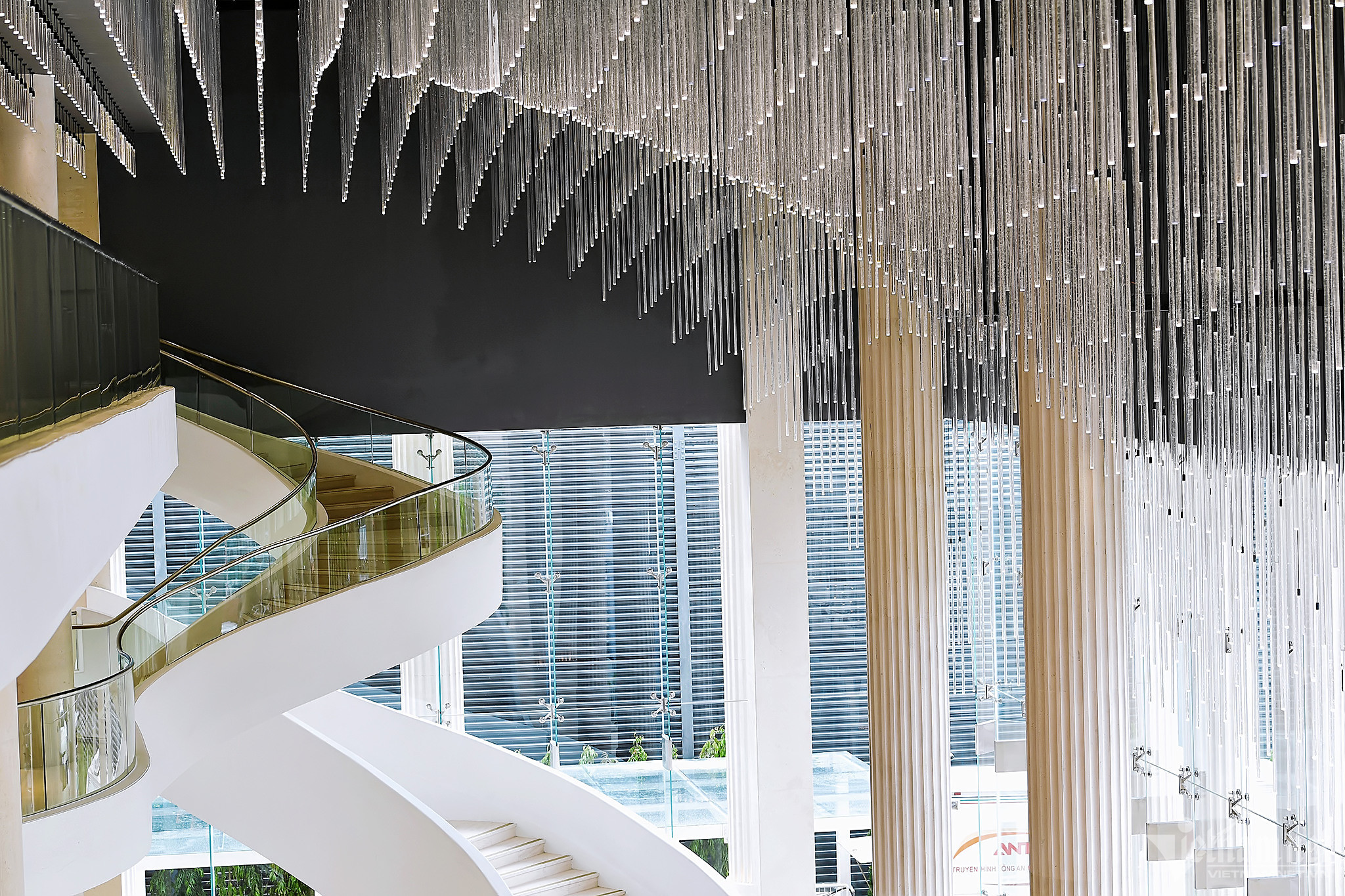
Hệ thống đèn LED của mái vòm chính
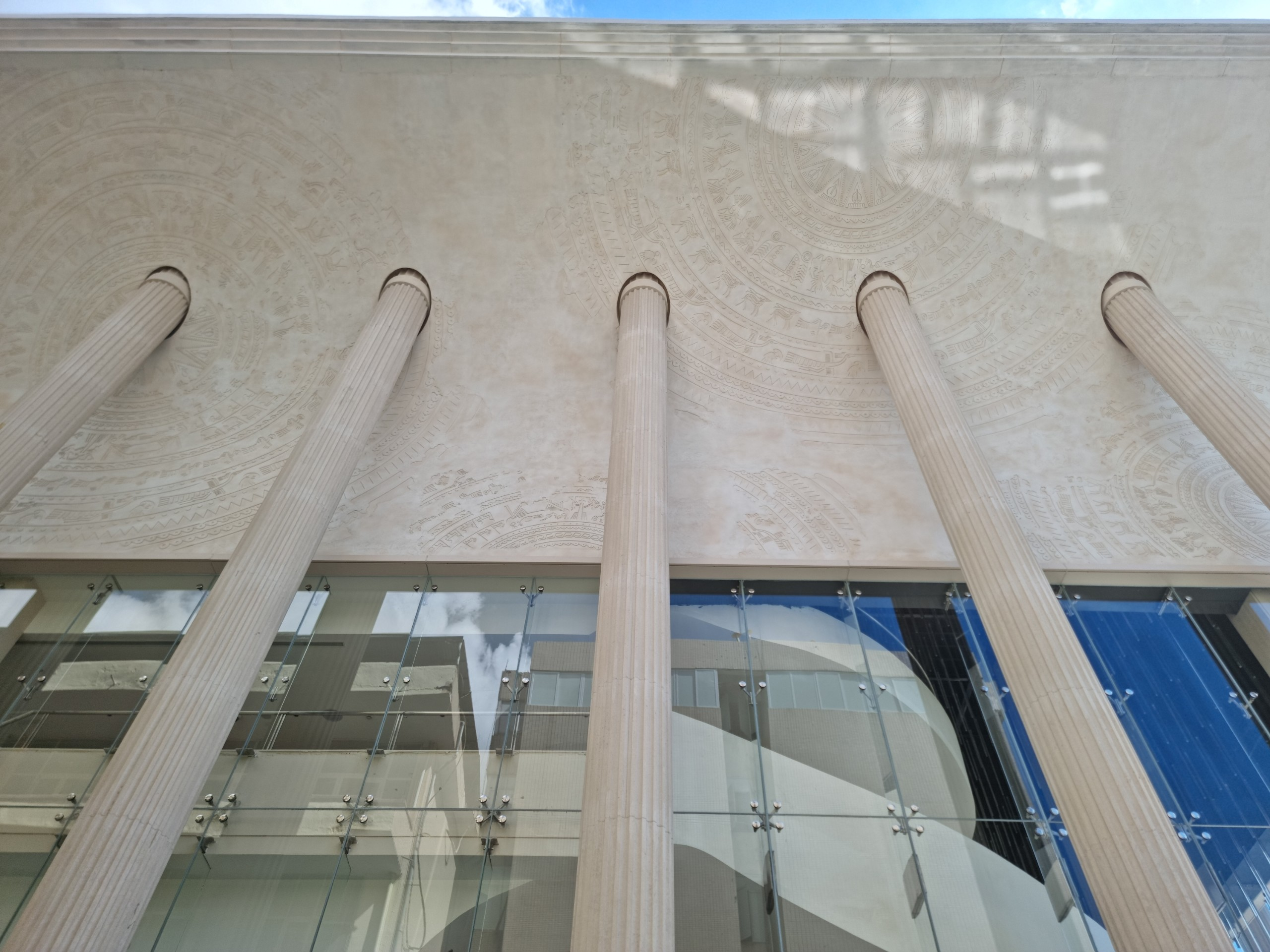
Hệ thống trụ đỡ và hoa văn trên trần
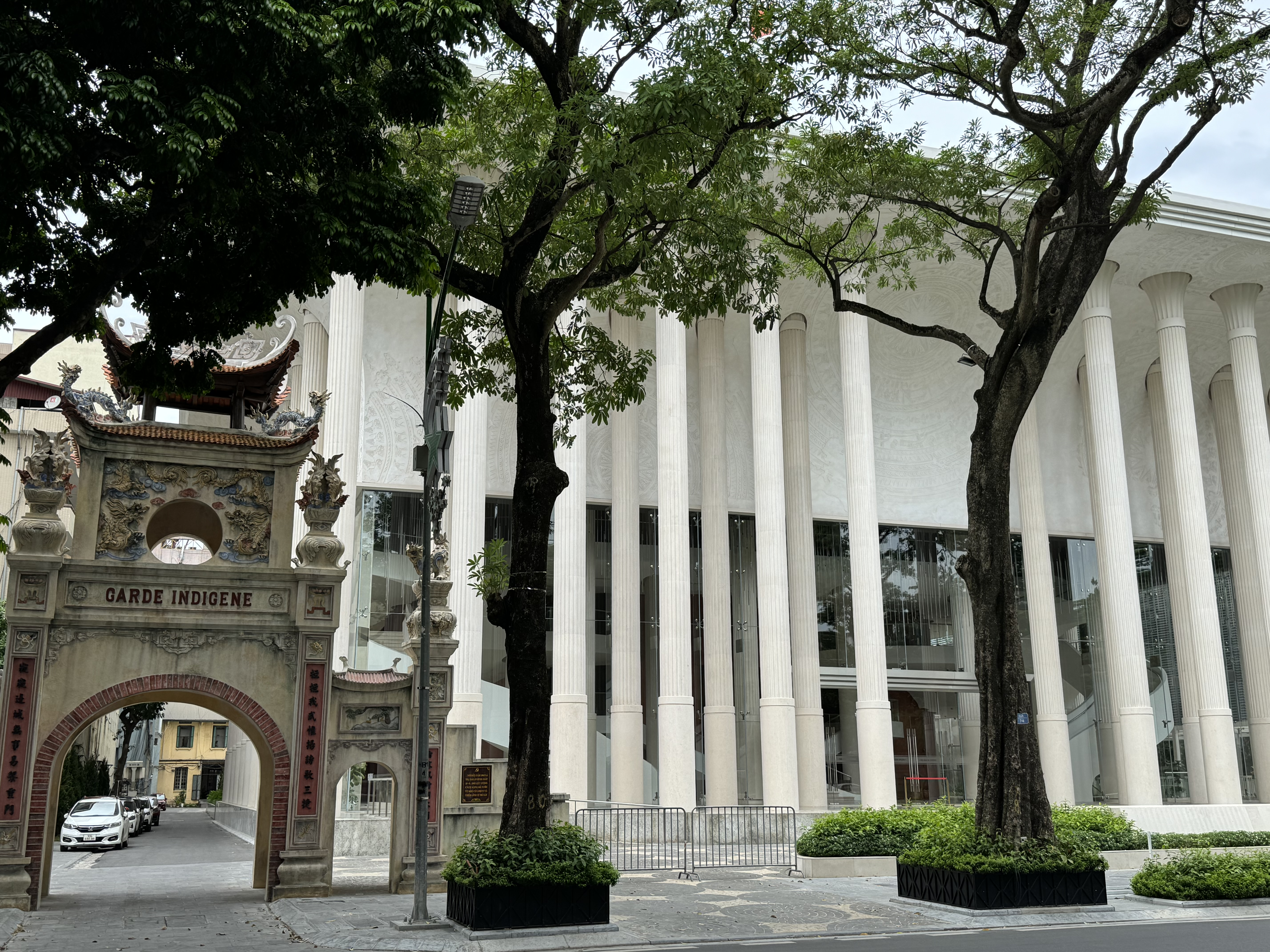
Nhà hát Hồ Gươm và di tích cổng vào cũ của Trại Bảo an binh